# Список депутатов Верховного Совета РСФСР IX созыва
Список депутатов Верховного Совета РСФСР IX созыва
Верховный Совет РСФСР согласно Конституциям 1937 и 1978 годов является высшим органом государственной власти РСФСР. После изменения названия государства (декабрь 1991 г.) — Верховный Совет Российской Федерации.
Депутаты ВС РСФСР избирались по территориальным избирательным округам сначала по норме представительства, охватывавшей определённую численность населения. В связи с ростом населения росло и число депутатов ВС РСФСР, поэтому было решено установить твёрдую численность ВС РСФСР. По Конституции 1978 г. он состоял из 975 депутатов.
Согласно ст. 104 Конституции, ВС РСФСР правомочен решать все вопросы, отнесённые Конституцией СССР и Конституцией РСФСР к ведению РСФСР. Его исключительными правами были: принятие Конституции РСФСР, внесение в неё изменений, представление на утверждение ВС РСФСР образования новых автономных республик и автономных областей в составе РСФСР, утверждение государственных планов экономического и социального развития РСФСР, государственного бюджета РСФСР и отчётов об их исполнении, образование подотчётных ВС РСФСР органов. Законы РСФСР принимались либо ВС РСФСР, либо референдумом, проводимым по решению ВС РСФСР. ВС РСФСР проводил две сессии в год продолжительностью два-три дня. ВС РСФСР образовывал постоянные комиссии, которые работали в течение более длительного срока.
Депутаты Верховного Совета РСФСР IX созыва работали с 1975 по 1980 годы.
Всего 903 депутата.
| # А Б В Г Д Е Ё Ж З И К Л М Н О П Р С Т У Ф Х Ц Ч Ш Щ Э Ю Я |

## А
1. Абашкин, Андрей Яковлевич, Владимирская область
2. Абовский, Владимир Пинкусович, Красноярский край
3. Авдеева, Лидия Ивановна, Горьковская область
4. Агарков, Николай Фёдорович, Иркутская область
5. Агеев, Виктор Сергеевич, Воронежская область
6. Адамова, Мария Мироновна, Волгоградская область
7. Адащик, Владимир Константинович, Воронежская область
8. Алашова, Раиса Петровна, Челябинская область
9. Александров, Николай Степанович, Саратовская область
10. Алексанкин, Александр Васильевич, Новгородская область
11. Алексеев, Виктор Иванович, Камчатская область
12. Алексеев, Михаил Николаевич, Саратовская область
13. Алексеев, Николай Николаевич, Горьковская область
14. Алексеев, Пётр Фёдорович, Мордовская АССР
15. Алесковский, Валентин Борисович, Ленинград
16. Алидин, Виктор Иванович, Московская область
17. Алиев, Нариман Абдулхаликович, Дагестанская АССР
18. Алмакаев, Пётр Афанасьевич, Марийская АССР
19. Амирханов, Хабибулла Ибрагимович, Дагестанская АССР
20. Амосова, Елена Георгиевна, Ивановская область
21. Ангельев, Дмитрий Дмитриевич, Ростовская область
22. Андропов, Юрий Владимирович, Тульская область
23. Анисимова, Елена Семёновна, Пермская область
24. Антипова, Нина Ильинична, Кемеровская область
25. Антонова, Лидия Алексеевна, Астраханская область
26. Антонова, Ольга Васильевна, Алтайский край
27. Антошук, Роман Фомич, Красноярский край
28. Арбина, Анна Владимировна, Горьковская область
29. Аржанцева, Ольга Ивановна, Ярославская область
30. Артёмова, Анна Климентьевна, Москва
31. Архилина, Валентина Егоровна, Чувашская АССР
32. Архипенко, Николай Михайлович, Омская область
33. Астайкин, Иван Павлович, Мордовская АССР
34. Асташов, Серафим Алексеевич, Кемеровская область
35. Атопов, Владимир Иванович, Волгоградская область
36. Афанасьев, Виктор Григорьевич, Татарская АССР
37. Афанасьева, Алевтина Владимировна, Пермская область
38. Афонина, Александра Александровна, Волгоградская область

## Б
1. Бабаджанян, Амазасп Хачатурович, Челябинская область
2. Бабаев, Александр Иванович, Татарская АССР
3. Бабенко, Светлана Михайловна, Краснодарский край
4. Бабин, Сергей Дмитриевич, Свердловская область
5. Бабушкина, Нина Петровна, Горьковская область
6. Бадмахалгаев, Лаг Цаганманджиевич, Калмыцкая АССР
7. Бажухин, Тимофей Трофимович, Белгородская область
8. Байков, Виктор Иванович, Красноярский край
9. Балдин, Александр Михайлович, Пермская область
10. Баматгиреев, Магомет Ширванович, Чечено-Ингушская АССР
11. Баранов, Николай Константинович, Ставропольский край
12. Барышева, Галина Александровна, Пермская область
13. Басиев, Олег Александрович, Северо-Осетинская АССР
14. Басилов, Дмитрий Петрович, Пермская область
15. Батыев, Салих Гилимханович, Татарская АССР
16. Батырова, Патимат, Дагестанская АССР
17. Бахтина, Галина Ивановна, Марийская АССР
18. Башилов, Сергей Васильевич, Свердловская область
19. Баштовой, Пётр Алексеевич, Ставропольский край
20. Баязитова, Лидия Архиповна, Челябинская область
21. Баязитова, Мунира Фатиховна, Башкирская АССР
22. Бевз, Сергей Семёнович, Приморский край
23. Беглякова, Людмила Николаевна, Омская область
24. Белов, Алексей Михайлович, Москва
25. Белов, Анатолий Андреевич, Приморский край
26. Белоглазова, Зинаида Михайловна, Горьковская область
27. Беломестнова, Галина Гавриловна, Читинская область
28. Беломестнова, Светлана Петровна, Хабаровский край
29. Бельченко, Василий Михайлович, Калининская область
30. Беляев, Раис Киямович, Татарская АССР
31. Беляева, Валентина Александровна, Курганская область
32. Бирюкова, Александра Павловна, Москва
33. Блатов, Анатолий Иванович, Рязанская область
34. Блинов, Владимир Михайлович, Тамбовская область
35. Блохин, Анатолий Прокопьевич, Омская область
36. Блохин, Николай Николаевич, Москва
37. Бобовиков, Ратмир Степанович, Ленинград
38. Бобров, Михаил Кузьмич, Пензенская область
39. Боброва, Вера Семёновна, Москва
40. Бобровников, Андрей Андреевич, Алтайский край
41. Бобыкин, Леонид Фёдорович, Свердловская область
42. Бовин, Александр Евгеньевич, Кемеровская область
43. Богатырёв, Николай Григорьевич, Воронежская область
44. Богданов, Тимофей Иванович, Кемеровская область
45. Богма, Вера Петровна, Краснодарский край
46. Боголюбов, Клавдий Михайлович, Горьковская область
47. Божко, Галина Евгеньевна, Краснодарский край
48. Бойкова, Валентина Максимовна, Калининградская область
49. Боков, Пётр Устинович, Оренбургская область
50. Боков, Хажбикар Хакяшевич, Чечено-Ингушская АССР
51. Боловинов, Константин Алексеевич, Краснодарский край
52. Болотова, Валентина Алексеевна, Калининградская область
53. Большаков, Владимир Николаевич, Оренбургская область
54. Бондарев, Юрий Васильевич, Волгоградская область
55. Бондаренко, Александр Иванович, Татарская АССР
56. Бондарчук, Сергей Фёдорович, Челябинская область
57. Бордылёнок, Николай Андреевич, Рязанская область
58. Борисенков, Василий Михайлович, Московская область
59. Борисов, Леонид Александрович, Москва
60. Борунов, Леонид Павлович, Орловская область
61. Босакова, Мария Михайловна, Омская область
62. Босенко, Николай Васильевич, Ставропольский край
63. Боташев, Магомет Абдурзакович, Ставропольский край
64. Бочвар, Андрей Анатольевич, Московская область
65. Боярский, Владимир Константинович, Ярославская область
66. Брашкина, Нина Игнатьевна, Ленинградская область
67. Брежнев, Леонид Ильич, Москва
68. Брекотнина, Людмила Станиславовна, Томская область
69. Бреховских, Вера Васильевна, Архангельская область
70. Бузаев, Николай Семёнович, Куйбышевская область
71. Булучевская, Зоя Фёдоровна, Омская область
72. Бурдуковская, Ольга Гавриловна, Читинская область
73. Бурова, Вера Дмитриевна, Мордовская АССР
74. Бутаева, Нина Ивановна, Омская область
75. Бутусов, Сергей Михайлович, Кемеровская область
76. Бухарин, Олег Валерьевич, Оренбургская область
77. Бушуев, Виктор Михайлович, Башкирская АССР
78. Быков, Виталий Фёдорович, Кемеровская область
79. Быховцев, Георгий Евдокимович, Омская область
80. Бянкин, Валентин Петрович, Приморский край

## В
1. Валеев, Адхам Хасанович, Башкирская АССР
2. Валиуллина, Ильсия Шайдулловна, Татарская АССР
3. Ванаг, Глеб Алексеевич, Новосибирская область
4. Ванюков, Геннадий Иванович, Пермская область
5. Ваняев, Николай Алексеевич, Ростовская область
6. Варакин, Геннадий Андреевич, Краснодарский край
7. Васильев, Владимир Петрович, Ульяновская область
8. Васильев, Михаил Иванович, Москва
9. Васильев, Николай Фёдорович, Белгородская область
10. Васильева, Галина Фёдоровна, Алтайский край
11. Васильева, Зинаида Анатольевна, Ленинград
12. Василянская, Зоя Николаевна, Красноярский край
13. Васина, Татьяна Александровна, Амурская область
14. Ватутина, Валентина Никаноровна, Белгородская область
15. Вахаев, Рамазан Висаевич, Чечено-Ингушская АССР
16. Ващилина, Екатерина Михайловна, Красноярский край
17. Ведерникова, Валентина Алексеевна, Иркутская область
18. Ведехин, Олег Васильевич, Псковская область
19. Ветлицкий, Вячеслав Фёдорович, Куйбышевская область
20. Видьманов, Виктор Михайлович, Красноярский край
21. Винокурова, Галина Сергеевна, Новосибирская область
22. Витковский, Владимир Николаевич, Калининградская область
23. Вихарева, Валентина Степановна, Челябинская область
24. Вишенков, Владимир Михайлович, Владимирская область
25. Вишневский, Александр Александрович, Москва
26. Власова, Наталья Петровна, Хабаровский край
27. Вонсовский, Сергей Васильевич, Свердловская область
28. Вопричков, Анатолий Семёнович, Ростовская область
29. Воробьёв, Алексей Дмитриевич, Тульская область
30. Воробьёв, Борис Михайлович, Ленинград
31. Воробьёв, Константин Алексеевич, Кировская область
32. Воробьёва, Нина Иосифовна, Смоленская область
33. Воронинский, Сергей Сергеевич, Башкирская АССР
34. Воронов, Алексей Михайлович, Оренбургская область
35. Воронова, Нина Николаевна, Красноярский край
36. Воропаева, Нина Михайловна, Куйбышевская область
37. Воротников, Борис Васильевич, Сахалинская область
38. Вотяков, Леонид Иванович, Оренбургская область
39. Высоцкий, Анатолий Емельянович, Томская область

## Г
1. Гаваев, Николай Тихонович, Мордовская АССР
2. Гаврикова, Анна Ивановна, Кемеровская область
3. Гавриленко, Виктор Фёдорович, Краснодарский край
4. Гайсин, Минигалей Зайнуллович, Башкирская АССР
5. Галайко, Анатолий Иванович, Тувинская АССР
6. Галактионова, Мария Андреевна, Свердловская область
7. Галейченко, Вера Васильевна, Воронежская область
8. Галина, Накия Халиловна, Башкирская АССР
9. Галкин, Андрей Фёдорович, Якутская АССР
10. Галкина, Клара Фёдоровна, Москва
11. Гарифуллина, Нурия Абдулловна, Татарская АССР
12. Геловани, Арчил Викторович, Калининградская область
13. Герасимов, Михаил Николаевич, Тульская область
14. Герасимов, Сергей Апполинариевич, Свердловская область
15. Герасимова, Лидия Павловна, Ленинград
16. Герасимова, Таисия Ивановна, Новгородская область
17. Геттуев, Магомет Исмаилович, Кабардино-Балкарская АССР
18. Гибадуллина, Таслия Хуззятовна, Татарская АССР
19. Гилязов, Наиль Мингазович, Татарская АССР
20. Гладыревский, Александр Васильевич, Рязанская область
21. Глухова, Клавдия Дмитриевна, Пермская область
22. Глушкова, Лидия Никитична, Бурятская АССР
23. Гогин Михаил Иванович, Горьковская область
24. Голиков, Виктор Андреевич, Краснодарский край
25. Голова, Клавдия Сергеевна, Москва
26. Головачёва, Анастасия Дмитриевна, Новосибирская область
27. Головец, Борис Иванович, Ростовская область
28. Голубева, Наталья Ивановна, Ленинградская область
29. Голубков, Алексей Зотович, Алтайский край
30. Гончарова, Анна Давидовна, Ставропольский край
31. Гончарова, Валентина Ивановна, Псковская область
32. Гончарова, Екатерина Андреевна, Ростовская область
33. Горин, Василий Степанович, Владимирская область
34. Горинов, Трофим Иосифович, Марийская АССР
35. Горовой, Николай Иванович, Краснодарский край
36. Горонкова, Анна Денисовна, Челябинская область
37. Горяшин, Вениамин Алексеевич, Ленинградская область
38. Грачёв, Александр Петрович, Кемеровская область
39. Грачёва, Анна Ивановна, Ленинград
40. Грек, Василий Алексеевич, Амурская область
41. Гречко, Андрей Антонович, Ростовская область
42. Грибанов, Виктор Алексеевич, Вологодская область
43. Грибанова, Зоя Александровна, Горьковская область
44. Грибачёв, Николай Матвеевич, Брянская область
45. Григорьева, Антонина Георгиевна, Тюменская область
46. Гринкевич, Дмитрий Александрович, Вологодская область
47. Гринцова, Елена Александровна, Москва
48. Гришанов, Василий Максимович, Краснодарский край
49. Гришин, Виктор Васильевич, Москва
50. Громова, Мария Яковлевна, Брянская область
51. Громыко, Андрей Андреевич, Московская область
52. Грошев, Вениамин Фёдорович, Ивановская область
53. Груздов, Иван Павлович, Курская область
54. Грушевой, Константин Степанович, Московская область
55. Грязнова, Раиса Михайловна, Мурманская область
56. Губская, Любовь Васильевна, Ставропольский край
57. Гулаков, Константин Константинович, Ростовская область
58. Гусев, Владимир Кузьмич, Саратовская область
59. Гусев, Иван Степанович, Марийская АССР
60. Гусев, Николай Николаевич, Калужская область

## Д
1. Дакина, Раиса Александровна, Пензенская область
2. Данилов, Александр Иванович, Куйбышевская область
3. Дарьина, Валентина Ивановна, Владимирская область
4. Дворникова, Анна Сергеевна, Липецкая область
5. Девятериков, Геннадий Игнатьевич, Свердловская область
6. Девятова, Нина Николаевна, Ульяновская область
7. Дементьева, Раиса Фёдоровна, Москва
8. Демидова, Александра Ивановна, Калужская область
9. Демидова, Екатерина Яковлевна, Ленинград
10. Демичев, Пётр Нилович, Ярославская область
11. Демичева, Раиса Николаевна, Башкирская АССР
12. Демков, Иван Григорьевич, Брянская область
13. Демченко, Вадим Николаевич, Омская область
14. Демченко, Владимир Акимович, Приморский край
15. Денисов, Михаил Михайлович, Кировская область
16. Денисова, Александра Ивановна, Калининская область
17. Денисова, Татьяна Васильевна, Рязанская область
18. Дерунов, Павел Фёдорович, Ярославская область
19. Джегутанова, Анна Абдуловна, Ставропольский край
20. Дигоева, Тамуся Хадзиевна, Северо-Осетинская АССР
21. Дикарёв, Михаил Александрович, Краснодарский край
22. Дмитриев, Валентин Иванович, Челябинская область
23. Дмитриев, Владимир Сергеевич, Архангельская область
24. Дмитриев, Иван Николаевич, Тамбовская область
25. Дмитриев, Николай Иванович, Читинская область
26. Докучаева, Галина Фёдоровна, Свердловская область
27. Долгих, Владимир Иванович, Липецкая область
28. Долчанмаа, Бай-Кара Шожульбеевна, Тувинская АССР
29. Дондоков, Дамби-Жалсан Дондокович, Читинская область
30. Донских, Раиса Дмитриевна, Оренбургская область
31. Донцов, Константин Васильевич, Костромская область
32. Дорогов, Николай Николаевич, Ярославская область
33. Дорошенко, Виктор Карпович, Пензенская область
34. Драгун, Константин Захарович, Ростовская область
35. Дробышев, Борис Фёдорович, Куйбышевская область
36. Дружинин, Михаил Иванович, Саратовская область
37. Друзева, Нина Петровна, Белгородская область
38. Дрючин, Александр Павлович, Свердловская область
39. Дрязгова, Людмила Фёдоровна, Ярославская область
40. Дувакин, Сергей Тимофеевич, Хабаровский край
41. Дуденков, Иван Григорьевич, Иркутская область
42. Дудин, Михаил Александрович, Ленинград
43. Душин, Иван Иванович, Курская область
44. Дьяков, Валентин Александрович, Красноярский край

## Е
1. Евсигнеев, Николай Александрович, Воронежская область
2. Егоров, Сергей Ефимович, Куйбышевская область
3. Егорова, Нина Степановна, Чувашская АССР
4. Елина, Александра Макаровна, Московская область
5. Елышева, Тамара Григорьевна, Приморский край
6. Ерастова, Любовь Митрофановна, Челябинская область
7. Ердяков, Николай Иванович, Кировская область
8. Ерёмкина, Любовь Ильинична, Орловская область
9. Ерехинский, Владимир Владимирович, Горьковская область
10. Ерзунов, Виктор Иванович, Пензенская область
11. Ермаков, Николай Спиридонович, Кемеровская область
12. Ермаков, Сергей Николаевич, Астраханская область
13. Ермолаев, Василий Романович, Саратовская область
14. Ерохин, Валерий Валентинович, Калужская область
15. Есипенко, Людмила Федосовна, Новосибирская область
16. Ефанова, Галина Фёдоровна, Тюменская область
17. Ефименко, Нина Федосовна, Сахалинская область
18. Ефимов, Сергей Васильевич, Горьковская область
19. Ефимова, Елена Петровна, Хабаровский край
20. Ефремов, Вениамин Дмитриевич, Ульяновская область
21. Ефремова, Мария Терентьевна, Новосибирская область

## Ж
1. Жезлов, Николай Игнатьевич, Ставропольский край
2. Жернакова, Галина Николаевна, Иркутская область
3. Жилкова, Галина Егоровна, Кемеровская область
4. Жичкин, Алексей Егорович, Смоленская область
5. Жоголев, Вячеслав Викторович, Горьковская область
6. Жуган, Иван Ильич, Мурманская область
7. Жугина, Галина Васильевна, Краснодарский край
8. Жукова, Вера Матвеевна, Московская область
9. Жукова, Наталья Петровна, Калининская область
10. Журавлёва, Галина Васильевна, Ленинградская область

## З
1. Забавников, Пётр Андреевич, Тамбовская область
2. Завьялова, Алина Андреевна, Мурманская область
3. Загладин, Вадим Валентинович, Свердловская область
4. Загребина, Маргарита Ивановна, Читинская область
5. Зазулин, Алексей Павлович, Мурманская область
6. Зайков, Лев Николаевич, Ленинград
7. Зайнутдинов, Амир Закареевич, Башкирская АССР
8. Зайцев, Николай Дмитриевич, Волгоградская область
9. Зарькова, Нина Николаевна, Астраханская область
10. Заряжко, Андрей Гаврилович, Ставропольский край
11. Затворницкий, Владимир Андреевич, Москва
12. Захаров, Борис Васильевич, Горьковская область
13. Захаров, Николай Андреевич, Саратовская область
14. Захаров, Ян Фёдорович, Коми АССР
15. Захарова, Галина Ивановна, Саратовская область
16. Захарова, Жанна Григорьевна, Курская область
17. Зацепилова, Валентина Ивановна, Краснодарский край
18. Зверев, Алексей Ильич, Новосибирская область
19. Землянникова, Людмила Андреевна, Башкирская АССР
20. Земнухов, Николай Степанович, Пензенская область
21. Зиновьева, Лидия Ивановна, Московская область
22. Золотарёв, Николай Антонович, Удмуртская АССР
23. Зубов, Анатолий Михайлович, Пермская область
24. Зуева, Тамара Ильинична, Липецкая область
25. Зыков, Михаил Ефимович, Удмуртская АССР
26. Зюзин, Иван Максимович, Воронежская область

## И
1. Иваницкий, Николай Михайлович, Ростовская область
2. Иванов, Василий Александрович, Ростовская область
3. Иванов, Геннадий Александрович, Сахалинская область
4. Иванова, Анастасия Михайловна, Свердловская область
5. Иванова, Зоя Леонидовна, Ивановская область
6. Иванова, Нэлля Ивановна, Кемеровская область
7. Игнатьев, Борис Николаевич, Коми АССР
8. Изгагин, Борис Георгиевич, Пермская область
9. Изотова, Мария Ивановна, Калужская область
10. Илларионова, Юлия Александровна, Чувашская АССР
11. Ильина, Наталья Яковлевна, Москва
12. Ильичёв, Леонид Александрович, Челябинская область
13. Ильичёва, Людмила Александровна, Ростовская область
14. Ильницкий, Леопольд Сильвестрович, Томская область
15. Инкирёва, Таисия Тимофеевна, Оренбургская область
16. Иноземцева, Людмила Дмитриевна, Москва
17. Исаев, Василий Павлович, Москва
18. Исаев, Виктор Фёдорович, Московская область
19. Исламова, Альфира Зайдулловна, Башкирская АССР
20. Ислюков, Семён Матвеевич, Чувашская АССР

## К
1. Кабалина, Галина Ивановна, Вологодская область
2. Кабаненко, Лидия Ивановна, Краснодарский край
3. Кабков, Яков Иванович, Горьковская область
4. Казначеев, Виктор Алексеевич, Ставропольский край
5. Казыдуб, Галина Алексеевна, Красноярский край
6. Калинин, Александр Сергеевич, Волгоградская область
7. Калинин, Анатолий Вениаминович, Ростовская область
8. Калинин, Виталий Александрович, Свердловская область
9. Калинина, Людмила Константиновна, Брянская область
10. Калитин, Анатолий Михайлович, Карельская АССР
11. Калмыкова, Римма Алексеевна, Тамбовская область
12. Калугина, Мария Семёновна, Алтайский край
13. Камаев, Геронтий Леонтьевич, Ульяновская область
14. Каменев, Альберт Александрович, Московская область
15. Камынин, Дмитрий Васильевич, Курская область
16. Капелько, Владимир Прохорович, Красноярский край
17. Капитонов, Иван Васильевич, Московская область
18. Капица, Андрей Петрович, Приморский край
19. Карабан, Инна Ивановна, Москва
20. Карамаев, Михаил Васильевич, Алтайский край
21. Каримов, Мустафа Сафич, Башкирская АССР
22. Карпов, Валентин Семёнович, Волгоградская область
23. Карпов, Леонид Анатольевич, Москва
24. Карпова, Евдокия Фёдоровна, Московская область
25. Карташёв, Василий Фёдорович, Москва
26. Касимова, Валентина Александровна, Тульская область
27. Катасонова, Галина Георгиевна, Брянская область
28. Катрич, Алексей Николаевич, Новосибирская область
29. Катухов, Сергей Сергеевич, Калининская область
30. Катушев, Константин Фёдорович, Воронежская область
31. Кауфман, Марк Матвеевич, Хабаровский край
32. Каштанов, Александр Николаевич, Алтайский край
33. Кедина, Лидия Прохоровна, Москва
34. Кечаева, Любовь Ивановна, Куйбышевская область
35. Киреев, Виктор Григорьевич, Московская область
36. Кирейко, Борис Павлович, Брянская область
37. Кириленко, Андрей Павлович, Ленинград
38. Кирчигина, Ольга Михайловна, Архангельская область
39. Киселёв, Иван Иванович, Горьковская область
40. Киселёва, Галина Михайловна, Костромская область
41. Клеменчук, Алексей Петрович, Дагестанская АССР
42. Климашин, Фёдор Степанович, Куйбышевская область
43. Клишина, Валентина Сергеевна, Тульская область
44. Князев, Глеб Михайлович, Владимирская область
45. Князева, Людмила Александровна, Кировская область
46. Кобелева, Тамара Николаевна, Пермская область
47. Кобзева, Мария Ивановна, Московская область
48. Ковалёв, Владимир Пантелеевич, Свердловская область
49. Ковалёв, Сергей Иванович, Рязанская область
50. Коваленко, Светлана Ивановна, Москва
51. Ковальков, Александр Васильевич, Вологодская область
52. Кожокин, Никита Никитович, Горьковская область
53. Козеева, Галина Николаевна, Рязанская область
54. Козинов, Юрий Васильевич, Московская область
55. Козлов, Михаил Михайлович, Магаданская область
56. Козлова, Нина Васильевна, Калужская область
57. Кокушкин, Владимир Иванович, Ленинград
58. Колёсова, Любовь Антоновна, Саратовская область
59. Колосок, Владимир Васильевич, Челябинская область
60. Колпаков, Леонид Николаевич, Вологодская область
61. Колчина, Ольга Павловна, Московская область
62. Комарова, Домна Павловна, Пермская область
63. Конарыгин, Василий Семёнович, Волгоградская область
64. Кондауров, Александр Васильевич, Воронежская область
65. Кондратьков, Евгений Фёдорович, Курская область
66. Коновалов, Иван Михайлович, Брянская область
67. Коновалова, Тамара Павловна, Московская область
68. Конопатов, Александр Дмитриевич, Воронежская область
69. Коноплёв, Григорий Георгиевич, Астраханская область
70. Коноплёва, Людмила Николаевна, Кировская область
71. Константинов, Валентин Иванович, Приморский край
72. Копылов, Иван Васильевич, Астраханская область
73. Коржев-Чувелёв, Гелий Михайлович, Тульская область
74. Корнев, Константин Сергеевич, Ставропольский край
75. Корнеев, Пётр Иванович, Ростовская область
76. Корнилов, Александр Григорьевич, Вологодская область
77. Коровин, Евгений Александрович, Свердловская область
78. Королёва, Валентина Яковлевна, Тамбовская область
79. Королькова, Александра Петровна, Рязанская область
80. Коротина, Нина Ивановна, Мордовская АССР
81. Косоплёткин, Роман Тимофеевич, Воронежская область
82. Костенко, Николай Иванович, Краснодарский край
83. Косульников, Константин Николаевич, Москва
84. Косыгин, Алексей Николаевич, Москва
85. Котельников, Владимир Александрович, Ленинград
86. Котловцев, Николай Никифорович, Читинская область
87. Котов, Александр Львович, Белгородская область
88. Котов, Александр Михайлович, Татарская АССР
89. Кочемасов, Вячеслав Иванович, Ивановская область
90. Кочергина, Мария Павловна, Красноярский край
91. Кочетков, Юрий Петрович, Саратовская область
92. Кравцов, Борис Васильевич, Свердловская область
93. Кравченко, Юрий Александрович, Иркутская область
94. Красикова, Анна Феодосьевна, Оренбургская область
95. Красильников, Леонид Иванович, Псковская область
96. Красникова, Людмила Фёдоровна, Куйбышевская область
97. Краснова, Зоя Игнатьевна, Башкирская АССР
98. Краснюкова, Анна Викторовна, Коми АССР
99. Красов, Лев Андреевич, Красноярский край
100. Красова, Анна Даниловна, Воронежская область
101. Кротченкова, Нина Борисовна, Волгоградская область
102. Круглова, Лидия Александровна, Ярославская область
103. Крупин, Николай Николаевич, Кабардино-Балкарская АССР
104. Крупский, Виктор Иосифович, Орловская область
105. Крылатых, Геннадий Анатольевич, Кировская область
106. Крылов, Сергей Евгеньевич, Волгоградская область
107. Кугушин, Александр Андреевич, Кемеровская область
108. Кудрявцев, Николай Павлович, Архангельская область
109. Кузнецов, Иван Максимович, Ульяновская область
110. Кузнецов, Иван Петрович, Саратовская область
111. Кузнецов, Николай Дмитриевич, Куйбышевская область
112. Кузьмина, Нина Петровна, Горьковская область
113. Кукланова, Лидия Стефановна, Ставропольский край
114. Кулагина, Наталья Олеговна, Ленинград
115. Кулаков, Фёдор Давыдович, Пензенская область
116. Куликова, Любовь Дмитриевна, Костромская область
117. Кундина, Тамара Денисовна, Вологодская область
118. Кураев, Николай Алексеевич, Московская область
119. Курзенков, Сергей Алексеевич, Горьковская область
120. Курмаев, Леонид Артамонович, Красноярский край
121. Курманова, Любовь Александровна, Свердловская область
122. Курчатов, Валерий Александрович, Алтайский край
123. Кучкин, Сергей Андреевич, Красноярский край
124. Кушхов, Кишука Сагидович, Кабардино-Балкарская АССР

## Л
1. Лаврёнова, Раиса Фёдоровна, Москва
2. Лаврентьев, Николай Петрович, Челябинская область
3. Лагуткин, Николай Васильевич, Рязанская область
4. Лакомов, Виктор Иванович, Иркутская область
5. Лалетина, Маргарита Фёдоровна, Московская область
6. Ланцов, Борис Александрович, Ульяновская область
7. Ланцова, Анна Григорьевна, Ростовская область
8. Лебедев, Виктор Николаевич, Пермская область
9. Лёвин, Геннадий Михайлович, Тюменская область
10. Лексин, Николай Сергеевич, Амурская область
11. Лемаев, Николай Васильевич, Татарская АССР
12. Леоненков, Владимир Матвеевич, Ленинград
13. Лидяев, Василий Петрович, Кемеровская область
14. Лизичев, Алексей Дмитриевич, Иркутская область
15. Лисицина, Людмила Ефимовна, Алтайский край
16. Лифатов, Алексей Петрович, Хабаровский край
17. Логинов, Василий Андреевич, Калининградская область
18. Логинова, Валентина Ойвовна, Карельская АССР
19. Логунов, Анатолий Алексеевич, Московская область
20. Локтева, Валентина Егоровна, Московская область
21. Ломакин, Юрий Иванович, Волгоградская область
22. Лоскутова, Дина Борисовна, Вологодская область
23. Лукашевич, Леонид Николаевич, Челябинская область
24. Лукина, Александра Ивановна, Томская область
25. Лукьянёнок, Николай Викентьевич, Томская область
26. Лунёва, Зоя Григорьевна, Белгородская область
27. Лыков, Иван Семёнович, Алтайский край
28. Лютиков, Рудольф Гаврилович, Пермская область
29. Лялина, Валентина Ивановна, Тульская область

## М
1. Маврин, Иван Филиппович, Амурская область
2. Маврина, Анна Фёдоровна, Куйбышевская область
3. Мазуров, Кирилл Трофимович, Ленинград
4. Майорова, Наталья Александровна, Московская область
5. Макаров, Александр Тимофеевич, Рязанская область
6. Макаров, Владимир Иванович, Тамбовская область
7. Макарова, Раиса Романовна, Татарская АССР
8. Макеенко, Павел Семёнович, Челябинская область
9. Макоева, Анфиза Лютовна, Кабардино-Балкарская АССР
10. Максимов, Константин Александрович, Московская область
11. Малафеев, Александр Степанович, Пермская область
12. Малков, Леонид Михайлович, Костромская область
13. Малов, Владимир Фёдорович, Иркутская область
14. Малышева, Галина Петровна, Псковская область
15. Мальков, Николай Иванович, Приморский край
16. Мальцев, Николай Семёнович, Брянская область
17. Мальцев, Терентий Семёнович, Курганская область
18. Мамаева, Таисия Николаевна, Кировская область
19. Манаев, Виктор Иванович, Башкирская АССР
20. Мараков, Григорий Николаевич, Коми АССР
21. Мариненков, Иван Семёнович, Тюменская область
22. Маркелова, Валентина Николаевна, Ульяновская область
23. Марфин, Владимир Петрович, Свердловская область
24. Марчук, Гурий Иванович, Новосибирская область
25. Марьина, Валентина Арсентьевна, Кировская область
26. Масалёва, Зинаида Васильевна, Горьковская область
27. Масленников, Николай Иванович, Свердловская область
28. Мастерова, Валентина Яковлевна, Ростовская область
29. Матросов, Вадим Александрович, Амурская область
30. Махнев, Александр Иванович, Курганская область
31. Маховик, Галина Михайловна, Красноярский край
32. Мацко, Владимир Николаевич, Краснодарский край
33. Мелентьев, Юрий Серафимович, Тюменская область
34. Мельченкова, Мария Арсентьевна, Калининская область
35. Меретуков, Аслан Ахмедович, Краснодарский край
36. Меркулов, Павел Иванович, Оренбургская область
37. Меркулова, Галина Владимировна, Приморский край
38. Мешкова, Вера Александровна, Пензенская область
39. Минин, Николай Алексеевич, Москва
40. Минина, Екатерина Парамоновна, Тульская область
41. Миролюбова, Наталья Дмитриевна, Владимирская область
42. Мирошниченко, Николай Яковлевич, Кемеровская область
43. Митрофанова, Александра Сергеевна, Ивановская область
44. Михайлов, Виктор Иванович, Иркутская область
45. Михеева, Тамара Николаевна, Липецкая область
46. Мокряков, Анатолий Васильевич, Ивановская область
47. Мороз, Иван Михайлович, Горьковская область
48. Морозова, Валентина Ивановна, Краснодарский край
49. Морщаков, Фёдор Михайлович, Свердловская область
50. Мосиенко, Варвара Михайловна, Чечено-Ингушская АССР
51. Москаев, Владимир Алексеевич, Саратовская область
52. Москалёва, Галина Александровна, Москва
53. Москвина, Татьяна Алексеевна, Ивановская область
54. Москвичёва, Нина Геннадьевна, Москва
55. Мосолов, Валентин Петрович, Московская область
56. Мошков, Борис Арсеньевич, Калининская область
57. Мугинова, Флура Мусагитовна, Башкирская АССР
58. Мукоед, Александр Львович, Красноярский край
59. Мысников, Юрий Алексеевич, Саратовская область
60. Мякишева, Анастасия Яковлевна, Куйбышевская область
61. Мясников, Георг Васильевич, Пензенская область

## Н
1. Назарова, Зинаида Фёдоровна, Москва
2. Намсинов, Илья Евгеньевич, Калмыцкая АССР
3. Наумов, Владимир Иванович, Ростовская область
4. Некрасова, Галина Степановна, Удмуртская АССР
5. Нелаева, Тамара Степановна, Архангельская область
6. Ненуженко, Анатолий Максимович, Алтайский край
7. Неуймин, Михаил Иванович, Свердловская область
8. Нечаев, Владимир Александрович, Якутская АССР
9. Нешков, Хрисанф Павлович, Ярославская область
10. Никитин, Евстафий Петрович, Удмуртская АССР
11. Никитин, Николай Иванович, Сахалинская область
12. Никитина, Таисия Александровна, Саратовская область
13. Николаев, Алексей Александрович, Смоленская область
14. Николаев, Андриян Григорьевич, Чувашская АССР
15. Николаев, Георгий Александрович, Москва
16. Никонова, Вера Васильевна, Пермская область
17. Нифантов, Геннадий Николаевич, Пермская область
18. Новиков, Василий Петрович, Ленинград
19. Новиков, Василий Семёнович, Курганская область
20. Новиков, Нил Дмитриевич, Липецкая область
21. Новикова, Валентина Ивановна, Челябинская область
22. Новикова, Раиса Михайловна, Краснодарский край
23. Новожилова, Зоя Григорьевна, Воронежская область
24. Новосадова, Галина Фёдоровна, Горьковская область
25. Норка, Ефим Алексеевич, Омская область
26. Носов, Николай Фёдорович, Читинская область
27. Носырев, Даниил Павлович, Ленинградская область
28. Нуриманов, Наил Гумирович, Татарская АССР

## О
1. Образцов, Иван Филиппович, Московская область
2. Обушенков, Лев Константинович, Хабаровский край
3. Овчинников, Юрий Анатольевич, Москва
4. Овчинникова, Александра Яковлевна, Якутская АССР
5. Огурцов, Николай Алексеевич, Краснодарский край
6. Одинцов, Владимир Евгеньевич, Дагестанская АССР
7. Ожгибесова, Руфина Михайловна, Пермская область
8. Ольховская, Татьяна Николаевна, Брянская область
9. Орлов, Александр Кириллович, Башкирская АССР
10. Осадчий, Яков Павлович, Челябинская область
11. Осипчик, Борис Александрович, Псковская область

## П
1. Павленков, Владимир Егорович, Псковская область
2. Панев, Зосима Васильевич, Коми АССР
3. Панкратов, Юрий Александрович, Псковская область
4. Панфиловский, Иван Никитович, Челябинская область
5. Паршин, Вениамин Михайлович, Московская область
6. Пастухов, Виктор Александрович, Тульская область
7. Патрушева, Зоя Павловна, Тюменская область
8. Паузин, Николай Иванович, Кировская область
9. Пахомов, Александр Иванович[прояснить], Московская область
10. Пельше, Арвид Янович, Волгоградская область
11. Первенцев, Аркадий Алексеевич, Краснодарский край
12. Пермякова, Анна Георгиевна, Челябинская область
13. Перова, Валентина Сергеевна, Калининская область
14. Перцева, Надежда Николаевна, Удмуртская АССР
15. Петелин, Пётр Павлович, Тюменская область
16. Петров, Иван Иванович, Якутская АССР
17. Петров, Леонид Валентинович, Москва
18. Петров, Юрий Владимирович, Свердловская область
19. Петрова, Галина Алексеевна, Куйбышевская область
20. Петрова, Зоя Дмитриевна, Ленинград
21. Петрова, Мария Николаевна, Якутская АССР
22. Петрова, Нина Григорьевна, Ставропольский край
23. Петровичев, Николай Александрович, Калужская область
24. Петухов, Константин Дмитриевич, Москва
25. Пиксаев, Александр Осипович, Мордовская АССР
26. Пирожков, Владимир Петрович, Алтайский край
27. Пискарёв, Иван Григорьевич, Ростовская область
28. Плетнёва, Валентина Николаевна, Костромская область
29. Плотникова, Лидия Васильевна, Кемеровская область
30. Подгорный, Николай Викторович, Москва
31. Позднякова, Надежда Максимовна, Оренбургская область
32. Половодова, Ольга Павловна, Пермская область
33. Полтавцев, Пётр Ефимович, Ростовская область
34. Полюхова, Нина Анатольевна, Свердловская область
35. Полявина, Татьяна Стефановна, Московская область
36. Поляков, Михаил Васильевич, Московская область
37. Полянский, Дмитрий Степанович, Алтайский край
38. Помазкова, Людмила Борисовна, Московская область
39. Помогайбин, Николай Иванович, Куйбышевская область
40. Пономарёв, Борис Николаевич, Саратовская область
41. Пономарёв, Вадим Алексеевич, Москва
42. Попов, Александр Александрович, Коми АССР
43. Попов, Александр Григорьевич, Хабаровский край
44. Попов, Владимир Иванович, Ярославская область
45. Попов, Григорий Фёдорович, Хабаровский край
46. Попов, Сергей Васильевич, Тульская область
47. Попов, Филипп Васильевич, Кемеровская область
48. Попова, Наталья Васильевна, Смоленская область
49. Порошина, Лидия Ивановна, Вологодская область
50. Потапов, Лев Николаевич, Белгородская область
51. Провоторов, Виталий Петрович, Ленинград
52. Продай-Вода, Константин Матвеевич, Бурятская АССР
53. Прокконен, Павел Степанович, Карельская АССР
54. Прокопьев, Леонид Прокопьевич, Чувашская АССР
55. Прокофьев, Валерий Александрович, Удмуртская АССР
56. Пронюшкин, Николай Борисович, Орловская область
57. Проскурина, Валентина Ивановна, Краснодарский край
58. Просянкин, Григорий Лазаревич, Архангельская область
59. Прохоров, Василий Петрович, Московская область
60. Прудников, Владимир Антонович, Кировская область
61. Пужкина, Валентина Ивановна, Воронежская область
62. Путра, Николай Максимович, Кемеровская область
63. Пяткова, Анна Васильевна, Коми АССР

## Р
1. Раевский, Владимир Николаевич, Алтайский край
2. Разумова, Галина Митрофановна, Курская область
3. Рамазанова, Кубра Сабижулаевна, Дагестанская АССР
4. Рахманин, Олег Борисович, Татарская АССР
5. Рахманов, Талгат Лутфуллович, Башкирская АССР
6. Рашидова, Баканай Черивхановна, Дагестанская АССР
7. Решетникова, Наталья Ивановна, Саратовская область
8. Ржевская, Валентина Григорьевна, Чечено-Ингушская АССР
9. Ровнин, Лев Иванович, Архангельская область
10. Рожков, Николай Александрович, Москва
11. Романкевич, Николай Тимофеевич, Иркутская область
12. Романов, Григорий Васильевич, Ленинградская область
13. Романцов, Анатолий Владимирович, Белгородская область
14. Росовский, Алексей Андреевич, Куйбышевская область
15. Рубежанская, Нина Петровна, Волгоградская область
16. Рубцов, Василий Андреевич, Омская область
17. Руденко, Лидия Яковлевна, Краснодарский край
18. Румянцева, Валентина Георгиевна, Иркутская область
19. Русанов, Александр Андреевич, Московская область
20. Рябцева, Таиса Фёдоровна, Краснодарский край

## С
1. Сабинин, Евгений Николаевич, Тульская область
2. Савиных, Игорь Григорьевич, Красноярский край
3. Савченко, Валентина Фёдоровна, Ростовская область
4. Саликов, Андрей Григорьевич, Тамбовская область
5. Салиндер, Нярмат Явкович, Тюменская область
6. Самойленко, Виктор Григорьевич, Пермская область
7. Санникова, Анна Осиповна, Удмуртская АССР
8. Сафронов, Николай Фёдорович, Челябинская область
9. Свешников, Иван Петрович, Орловская область
10. Свиридов, Георгий Васильевич, Волгоградская область
11. Свиридов, Николай Васильевич, Горьковская область
12. Свирский, Сергей Степанович, Новосибирская область
13. Севастьянов, Иван Павлович, Новосибирская область
14. Седовин, Александр Павлович, Архангельская область
15. Семёнов, Александр Николаевич, Иркутская область
16. Семёнов, Бато Семёнович, Бурятская АССР
17. Семёнов, Валентин Александрович, Волгоградская область
18. Семёнов, Геннадий Николаевич, Курганская область
19. Семёнов, Иван Семёнович, Владимирская область
20. Семёнова, Нина Михайловна, Новгородская область
21. Семизоров, Николай Фёдорович, Куйбышевская область
22. Сенников, Анатолий Серафимович, Курганская область
23. Сергеев, Виталий Михайлович, Новосибирская область
24. Сергеева, Серафима Афанасьевна, Башкирская АССР
25. Сергунин, Иван Иванович, Новгородская область
26. Сердюков, Василий Георгиевич, Ростовская область
27. Серездинова, Валентина Георгиевна, Иркутская область
28. Серов, Анатолий Николаевич, Мурманская область
29. Серых, Леонид Афанасьевич, Смоленская область
30. Сибирко, Вячеслав Георгиевич, Воронежская область
31. Сидоров, Александр Анатольевич, Москва
32. Сизенко, Евгений Иванович, Московская область
33. Сизов, Леонид Георгиевич, Красноярский край
34. Сизов, Павел Константинович, Калининская область
35. Силина, Алла Ивановна, Алтайский край
36. Симонов, Кирилл Степанович, Чувашская АССР
37. Синягин, Ираклий Иванович, Омская область
38. Скачков, Александр Евгеньевич, Башкирская АССР
39. Скворцов, Александр Андреевич, Горьковская область
40. Скрипников, Анатолий Васильевич, Калининская область
41. Слащёв, Александр Иванович, Алтайский край
42. Слепова, Галина Фёдоровна, Пензенская область
43. Слепокуров, Владимир Васильевич, Курская область
44. Слепынина, Анна Николаевна, Курская область
45. Смирнов, Владимир Георгиевич, Новгородская область
46. Смирнов, Григорий Лаврентьевич, Воронежская область
47. Смирнов, Иван Семёнович, Орловская область
48. Смирнов, Сергей Сергеевич, Москва
49. Смирнова, Анна Александровна, Калининская область
50. Снигирёва, Надежда Григорьевна, Кировская область
51. Сныткина, Антонина Алексеевна, Волгоградская область
52. Соболев, Михаил Георгиевич, Оренбургская область
53. Созыкин, Андрей Григорьевич, Ивановская область
54. Соколенко, Тамара Михайловна, Новосибирская область
55. Соколов, Александр Александрович, Горьковская область
56. Соколов, Александр Александрович, Ленинградская область
57. Соколов, Валентин Фёдорович, Краснодарский край
58. Соколова, Валентина Павловна, Свердловская область
59. Соколова, Клавдия Михайловна, Челябинская область
60. Соловьёв, Владимир Константинович, Камчатская область
61. Соловьев, Юрий Филиппович, Ленинград
62. Соломенцев, Михаил Сергеевич, Челябинская область
63. Сорокин, Александр Иванович, Новосибирская область
64. Сорокин, Алексей Иванович, Мурманская область
65. Сорокина, Зинаида Викторовна, Смоленская область
66. Сотников, Анатолий Александрович, Челябинская область
67. Старшиков, Георгий Георгиевич, Ставропольский край
68. Старшинов, Александр Дмитриевич, Пермская область
69. Столетов, Всеволод Николаевич, Ленинград
70. Столяров, Евгений Васильевич, Башкирская АССР
71. Стрельников, Валентин Павлович, Московская область
72. Судариков, Николай Сергеевич, Москва
73. Суетин, Семён Семёнович, Томская область
74. Сулаев, Валерий Иванович, Тульская область
75. Сулейманов, Кильдибай Сулейманович, Башкирская АССР
76. Султанов, Файзулла Валеевич, Башкирская АССР
77. Суслов, Михаил Андреевич, Куйбышевская область
78. Суслова, Надежда Николаевна, Московская область
79. Сусляк, Василий Михайлович, Тульская область
80. Сухобок, Ида Николаевна, Приморский край
81. Сушков, Тихон Степанович, Владимирская область
82. Сырчин, Иван Иванович, Свердловская область
83. Сысоев, Пётр Петрович, Удмуртская АССР

## Т
1. Талипов, Акрам Муллаталипович, Башкирская АССР
2. Тарарыкин, Вячеслав Яковлевич, Ивановская область
3. Тарнакина, Мария Васильевна, Липецкая область
4. Терехова, Эльвира Ивановна, Амурская область
5. Терещенко, Николай Дмитриевич, Ставропольский край
6. Тетюхин, Николай Павлович, Тамбовская область
7. Тимонькин, Василий Николаевич, Архангельская область
8. Тимофеев, Анатолий Александрович, Смоленская область
9. Тимофеева, Галина Александровна, Татарская АССР
10. Титов, Фёдор Егорович, Чечено-Ингушская АССР
11. Титова, Людмила Ивановна, Иркутская область
12. Тихомирова, Любовь Андреевна, Ростовская область
13. Тишкина, Татьяна Петровна, Московская область
14. Толокнова, Помфамира Александровна, Владимирская область
15. Томский, Николай Васильевич, Москва
16. Тореева, Надежда Михайловна, Саратовская область
17. Торопов, Василий Фёдорович, Ярославская область
18. Трегубов, Николай Петрович, Москва
19. Третьяков, Виктор Михайлович, Архангельская область
20. Троицкий, Михаил Трофимович, Татарская АССР
21. Трофимов, Владимир Васильевич, Удмуртская АССР
22. Трофимов, Владимир Владимирович, Новгородская область
23. Трубицын, Евгений Георгиевич, Бурятская АССР
24. Тухватуллин, Рифкат Вазыхович, Татарская АССР
25. Тюгина, Людмила Александровна, Горьковская область
26. Тюплина, Людмила Николаевна, Ульяновская область
27. Тюрин, Марк Андреевич, Астраханская область
28. Тяпкина, Александра Павловна, Московская область

## У
1. Угужаков, Василий Архипович, Красноярский край
2. Украинцева, Вера Прокофьевна, Курская область
3. Усанов, Борис Павлович, Ленинград
4. Усенкова, Анна Ивановна, Орловская область
5. Ускова, Елена Егоровна, Воронежская область
6. Успенский, Виктор Константинович, Татарская АССР
7. Устинов, Дмитрий Фёдорович, Владимирская область
8. Уфимцев, Анатолий Ильич, Алтайский край
9. Ушкалов, Николай Фёдорович, Ленинград

## Ф
1. Фабрицкая, Валентина Васильевна, Воронежская область
2. Фёдоров, Николай Фёдорович, Ленинградская область
3. Фёдорова, Нина Алексеевна, Ленинградская область
4. Федулова, Раиса Григорьевна, Свердловская область
5. Федянина, Валентина Александровна, Свердловская область
6. Федяшина, Галина Николаевна, Ивановская область
7. Фёклов, Иван Григорьевич, Куйбышевская область
8. Филатов, Александр Павлович, Новосибирская область
9. Филатов, Виктор Андреевич, Новосибирская область
10. Филатов, Дмитрий Иванович, Смоленская область
11. Филимонов, Николай Васильевич, Ленинградская область
12. Филиппов, Александр Гаврилович, Кемеровская область
13. Филонов, Михаил Дмитриевич, Ленинград
14. Фомина Тамара Степановна, Новосибирская область
15. Фролов, Константин Иванович, Ростовская область

## Х
1. Хаертдинова, Мугульсум Давлетхузеевна, Татарская АССР
2. Халанская, Нина Ивановна, Краснодарский край
3. Халипов, Иван Фёдорович, Удмуртская АССР
4. Харламов, Сергей Васильевич, Московская область
5. Хасанова, Халида Мавлейвна, Башкирская АССР
6. Хлестков, Алексей Александрович, Свердловская область
7. Хлыстов, Николай Никифорович, Иркутская область
8. Хомяков, Александр Александрович, Краснодарский край
9. Хондак, Григорий Акимович, Белгородская область
10. Хохлов, Иван Тихонович, Тюменская область
11. Хохрин, Николай Анатольевич, Иркутская область
12. Храмов, Рэм Андреевич, Оренбургская область
13. Худяков, Геннадий Александрович, Костромская область
14. Хусанова, Петимат Хасиевна, Чечено-Ингушская АССР
15. Хут, Малич Салихович, Краснодарский край

## Ц
1. Цагараев, Михаил Гацирович, Северо-Осетинская АССР
2. Цветков, Василий Николаевич, Калужская область
3. Цинёв, Георгий Карпович, Ленинградская область
4. Цыремпилова, Гомбо-Цырен Гончиковна, Бурятская АССР

## Ч
1. Чекасин, Степан Алексеевич, Оренбургская область
2. Чекаловец, Фёдор Яковлевич, Челябинская область
3. Черезов, Юрий Захарович, Челябинская область
4. Черезов, Юрий Сергеевич, Кировская область
5. Черепенникова, Людмила Васильевна, Москва
6. Чермных, Валентин Николаевич, Краснодарский край
7. Чернышёва, Светлана Александровна, Карельская АССР
8. Чернышков, Иван Михайлович, Ростовская область
9. Черткова, Галина Степановна, Московская область
10. Чиж, Вера Николаевна, Краснодарский край
11. Чикичев, Александр Михайлович, Читинская область
12. Чистоплясов, Степан Иванович, Пермская область
13. Чистяков, Иван Петрович, Магаданская область
14. Чичеров, Владимир Степанович, Ленинград
15. Чичикин, Пётр Андреевич, Чувашская АССР
16. Чобанова, Саяд Бейдулаевна, Дагестанская АССР
17. Чувелёва, Людмила Николаевна, Горьковская область
18. Чуев, Николай Сергеевич, Магаданская область
19. Чуйкова, Татьяна Наумовна, Алтайский край
20. Чупий, Василий Васильевич, Карельская АССР
21. Чуприн, Михаил Семёнович, Саратовская область
22. Чураев, Виктор Михайлович, Дагестанская АССР
23. Чурпита, Вениамин Михайлович, Кемеровская область

## Ш
1. Шадрин, Валерий Иванович, Москва
2. Шадрина, Александра Леонидовна, Свердловская область
3. Шакиров, Мухаметзян Шакирович, Татарская АССР
4. Шакирова, Рушания Газисзановна, Татарская АССР
5. Шамхалов, Шахрудин Магомедович, Дагестанская АССР
6. Шарапова, Антонина Михайловна, Калининская область
7. Шаров, Владимир Егорович, Курская область
8. Шаталина, Татьяна Александровна, Тамбовская область
9. Шафиков, Габбас Фатх-Рахманович, Башкирская АССР
10. Шевцов, Алексей Васильевич, Сахалинская область
11. Шевцов, Иван Семёнович, Ленинград
12. Шемахов, Василий Васильевич, Брянская область
13. Шилин, Василий Григорьевич, Липецкая область
14. Шилкин, Борис Филиппович, Брянская область
15. Шилкина, Нина Борисовна, Приморский край
16. Шиманский, Всеволод Павлович, Краснодарский край
17. Шинкаренко, Сергей Васильевич, Северо-Осетинская АССР
18. Шиповская, Наталия Андреевна, Тамбовская область
19. Ширяев, Владимир Васильевич, Москва
20. Шитарёв, Михаил Германович, Калининградская область
21. Шишканова, Антонина Арсентьевна, Мордовская АССР
22. Шкуро, Геннадий Алексеевич, Ростовская область
23. Шлёнова, Юлия Александровна, Москва
24. Шмаль, Геннадий Иосифович, Тюменская область
25. Шмелёв, Василий Павлович, Калининская область
26. Шнякова, Нина Леонидовна, Ленинград
27. Штеменко, Сергей Матвеевич, Башкирская АССР
28. Штодин, Илья Иванович, Приморский край
29. Штыменко, Таиса Ивановна, Ростовская область
30. Штыховская, Надежда Николаевна, Красноярский край
31. Шувариков, Василий Григорьевич, Рязанская область
32. Шумейко, Зинаида Андреевна, Смоленская область
33. Шумилин, Борис Тихонович, Курганская область
34. Шутова, Нина Фёдоровна, Калининская область

## Щ
1. Щедрин, Родион Константинович, Омская область
2. Щербаков, Александр Евгеньевич, Пензенская область
3. Щур, Зинаида Фёдоровна, Оренбургская область

## Э
1. Эрнст, Артур Яковлевич, Алтайский край

## Ю
1. Юдахин, Геннадий Тимофеевич, Куйбышевская область
2. Юрина, Лидия Васильевна, Свердловская область
3. Юрьева, Надежда Алексеевна, Ростовская область

## Я
1. Ягодкин, Владимир Николаевич, Москва
2. Яковлев, Алексей Николаевич, Курская область
3. Яковлев, Борис Михайлович, Ленинград
4. Яковлев, Иван Кириллович, Кировская область
5. Яковлева, Анна Ивановна, Воронежская область
6. Янаев, Геннадий Иванович, Новосибирская область
7. Янкова, Людмила Ивановна, Кемеровская область
8. Янченко, Владимир Семёнович, Липецкая область
9. Яровиков, Александр Васильевич, Марийская АССР
10. Ясиновский, Валентин Мартемьянович, Москва
11. Яснов, Михаил Алексеевич, Татарская АССР
12. Яшин, Алексей Иванович, Москва